# Alma bajo la lluvia
Alma bajo la lluvia es el álbum debut de la banda argentina de blues Memphis la Blusera, publicado en 1983 por RCA.          
Reeditado en CD por BMG en 1996.

## Lista de canciones
| N.º   | Título                   | Escritor(es)                 | Duración |  |
| 1.    | «Moscato, pizza y fainá» | Otero - Beiserman            | 4:40     |  |
| 2.    | «Alma bajo la lluvia»    | Otero - Beiserman            | 5:27     |  |
| 3.    | «Boogie mama»            | Almará - Beiserman           | 3:16     |  |
| 4.    | «El trepador»            | Otero - Beiserman            | 4:30     |  |
| 5.    | «Blues de las 6 y 30»    | Otero - Beiserman - Villegas | 3:34     |  |
| 6.    | «Lo mismo boogie»        | Otero - Beiserman            | 5:20     |  |
| 7.    | «El estibador»           | Otero - Beiserman            | 3:21     |  |
| 8.    | «En todas las ciudades»  | Otero - Beiserman - Villegas | 4:18     |  |
| 33:06 |                          |                              |          |  |

## Integrantes
- Adrián Otero - voz principal y coros
- Daniel Beiserman - bajo, contrabajo y coros
- Eddy Vallejos - guitarra principal
- Ruben Alfano - guitarra rítmica y coros
- León Almará - guitarra rítmica y armónica
- Emilio Villanueva - saxofón tenor y cencerro
- Gustavo Villegas - piano eléctrico, piano acústico y órgano
- Raúl Lafuente - batería

### Producción
- Ricardo Kleinman y Floro Oria Cantilo - Producción
- Lelia Varsi - Supervisión de estudio
- Luis Ferroro - Diseño de tapa
- Carlos y Oscar Mosquera - Personal managers